# Karolina Naja
Karolina Elżbieta Naja (Tychy, 5 febbraio 1990) è una canoista polacca, specializzata nella velocità.

## Palmarès
- Olimpiadi

Londra 2012: bronzo nel K2 500m.
Rio de Janeiro 2016: bronzo nel K2 500m.
- Mondiali

Poznań 2010: bronzo nel K4 500m
Seghedino 2011: argento nel K2 200m e bronzo nel K1 4x200m.
Duisburg 2013: argento nel K2 200 e nel K1 4x200 e bronzo nel K2 500m.
Mosca 2014: oro nel K1 4x200m, argento nel K4 500 e bronzo nel K2 500m.
Montemor-o-Velho 2018: bronzo nel K4 500m.
Seghedino 2019: argento nel K2 500m e bronzo nel K4 500m.
- Europei

Zagabria 2012: oro nel K2 1000m e bronzo nel K2 500m.
Montemor-o-Velho 2013: oro nel K2 500m  nel K2 1000m e argento nel K2 200m.
Brandeburgo 2014: argento nel K2 500m e nel K4 500m.
Račice 2015: oro nel K2 500m, argento nel K2 200m e K2 1000m.
- Giochi europei

Baku 2015: bronzo nel K4 500m.
Minsk 2019: bronzo nel K4 500m.